# حسين البدر
حسين البدر (1940 - 4 أكتوبر 2012) ممثل كويتي .

## عن حياته
بدأ مشواره الفني في مرحلة مبكرة من تاريخ الإذاعة في الكويت، وشارك في العديد من الأعمال المسرحية مع فرقة المسرح العربي وايضا مجموعة من الأعمال الدرامية التلفزيونية، وان كانت محطته الأكثر تميزاً عبر الدراما الاذاعية. كما عمل ولسنوات طويلة في مؤسسة الإنتاج البرامجي المشترك لمجلس التعاون لدول الخليج العربية.

## أعماله

### المسلسلات
- زارع المشموم
- الاختيار الصعب
- أحلام لاتعرف الدموع
- دار الزين
- الشقردي
- الدار
- حياتي
- بيتنا الكبير
- قلوب متحجرة
- لعبة القدر
- الآهات
- اضحك والا ابكي
- وين ما أطقها عوية
- الوريث
- الناس أجناس
- صالح تحت التدريب
- عبد الله البري وعبد الله البحري
- العقاب
- ميزان العدالة
- مرآه الزمان
- الانحراف
- بو صالح يريد حلا
- المغامرون الثلاثة
- مبارك
- سيدي الرجل لا
- الجوهرة
- مملكة العجائب
- طيور على الماء
- شرباكة

### المسرحيات
- في خبر كان
- رحلة حنظلة
- أحمد والأسود
- سندريلا
- خروف نيام نيام
- دار
- نورة
- عشاق حبيبة
- الثالث
- ثلاثية: فهد العسكر الرحلة والرحيل

### السهرات التلفزيونية
- وعندما تحترق الشموع
- الكنز

### البرامج
- افتح ياوطني أبوابك

### دوبلاج الرسوم المتحركة
- مغامرات رنا
- فلونة
- توم سوير
- عائلة بوراشد
- مرجان و الفرسان الثلاثة
- الرجل الحديدي
- عدنان ولينا (مغامرات عدنان) - جد عدنان
- سهم الفضاء
- مغامرات نوال
- بومبو السيارة المرحة
- الأميرة ياقوت
- سفينة الأصدقاء

### مؤلفاته
- مسلسل الاختيار الصعب - معالجة درامية
- مسلسل للحياة وجه آخر - مراجعة النص
- مسلسل بيتنا الكبير - قصة وسيناريو وحوار
- تمثيلية الصوت الثاني - مؤلف
- مسلسل فتى الأحلام - مؤلف

## وفاته
توفي في 4 أكتوبر 2012 بعد صراع طويل مع المرض عن عمر يناهز 72 سنة.

## روابط خارجية
- حسين البدر على موقع قاعدة بيانات الأفلام العربية